# GSC2710-2313
GSC2710-2313 — хімічно пекулярна зоря спектрального класу A7, що має видиму зоряну величину в смузі V приблизно 10,0.

## Пекулярний хімічний склад
Зоряна атмосфера GSC2710-2313 має підвищений вміст 
Si
.